# Bertula partita
Bertula partita là một loài bướm đêm trong họ Erebidae.